# Anna Charlotte Ruys

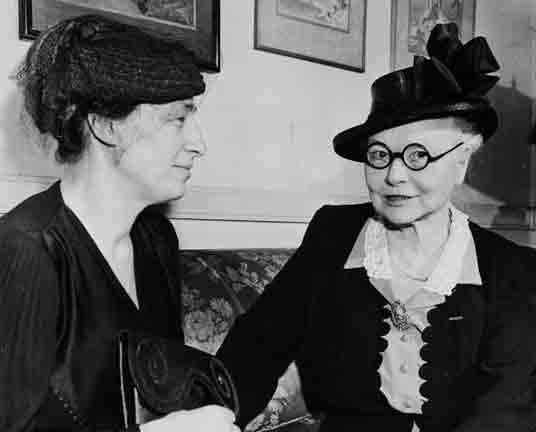
Als Präsidentin der Medical Women's International Association im Gespräch mit ihrer Vorgängerin Dr. Esther Lovjo (r.). Foto eines unbekannten Fotografen, 1948

 Anna Charlotte Ruys  (* 21. Dezember 1898 in Dedemsvaart, Königreich der Niederlande; † 8. Februar 1977 in Amsterdam, Niederlande) war eine niederländische Bakteriologin und Hochschullehrerin. Sie war eine Professorin für Bakteriologie und Epidemiologie an der Universiteit van Amsterdam (UvA). Sie war eine Verfechterin der Hygiene im öffentlichen Gesundheitswesen und eine Aktivistin gegen biologische Kriegsführung.

## Leben und Werk

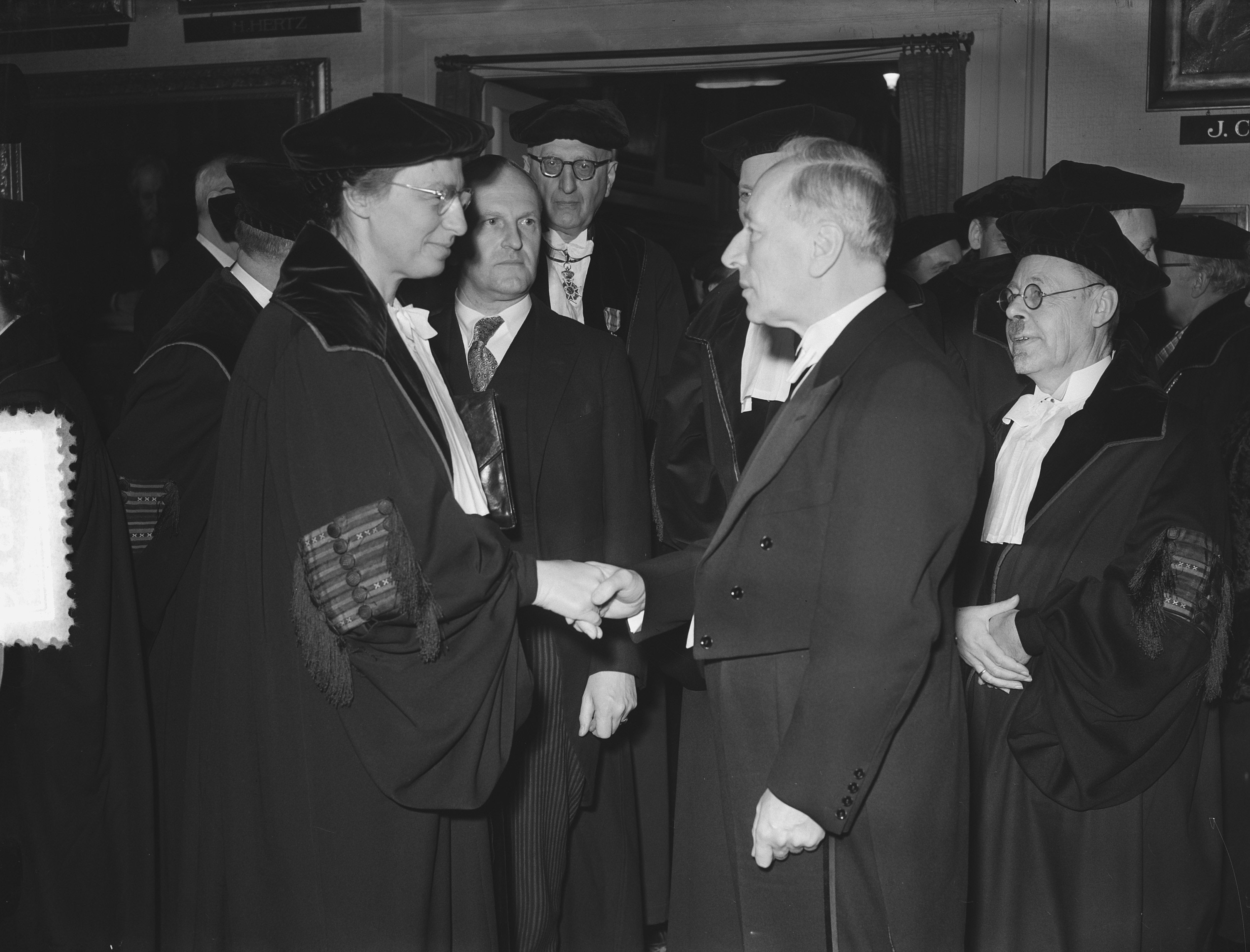
Charlotte Ruys als ehrenamtliche Betreuerin bei der Ehrenpromotion von Frits Zernike, 1953

Ruys war die zweite Tochter von acht Kindern des Pflanzenzüchters Bonne Ruys und Engelina Gijsberta Fledderus. Als Staudenzüchter experimentierte ihr Vater mit neuen Sorten und seine Moerheimer Gärtnerei erlangte dadurch Weltruhm. Ihre Mutter war eine der ersten Frauen in den Niederlanden, die die Prüfung zur Postangestellten ablegte und bei der Post arbeitete. Ihre Schwester war die Landschaftsarchitektin Wilhelmina Jacoba Moussault-Ruys. Sie besuchte das Gymnasium in Zwolle und studierte anschließend an der Universität Utrecht.

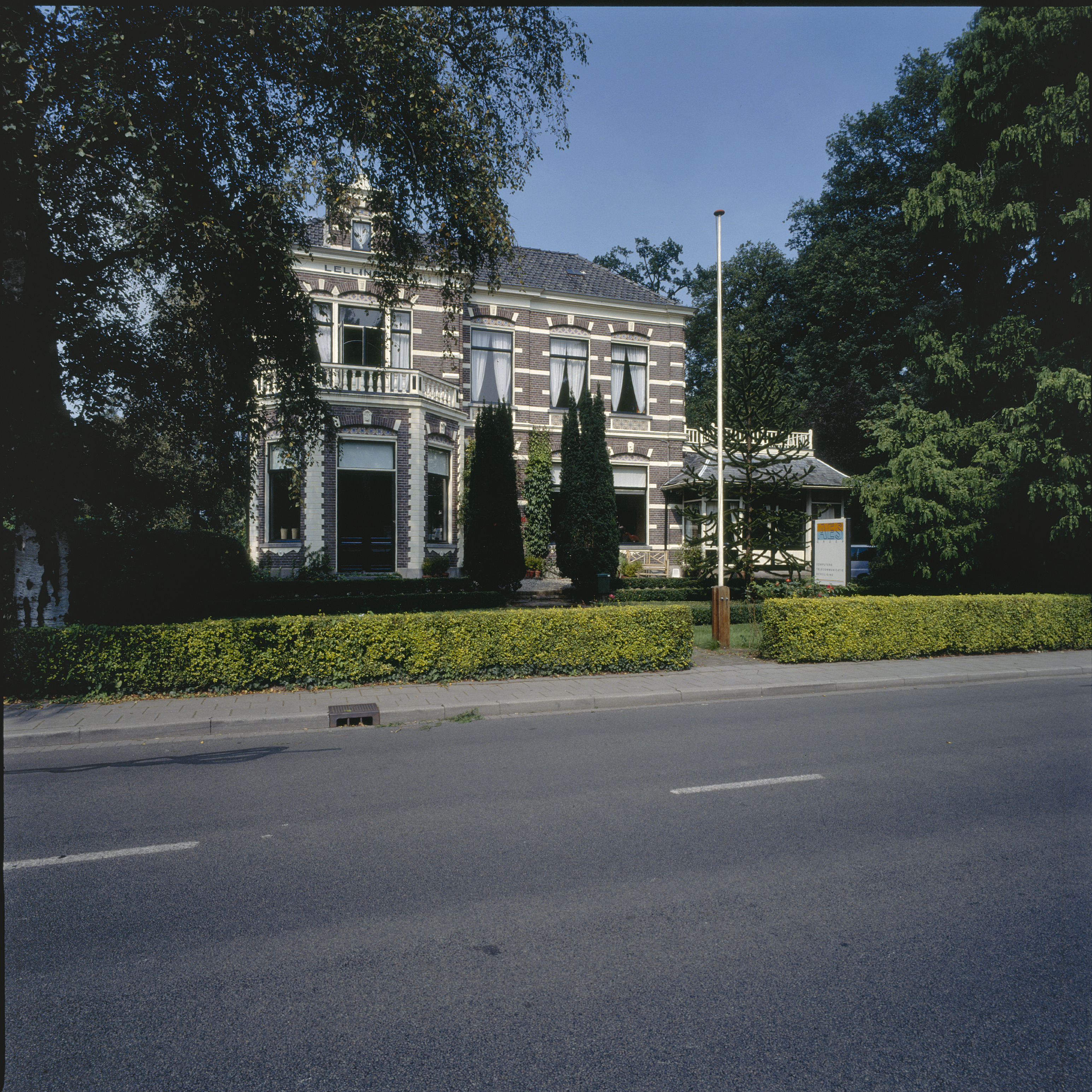
Haus, das früher Ruys in Dedemsvaart gehörte

1922 erlangte sie dort ihren Master-Abschluss. Sie setzte ihre medizinische Ausbildung an der Universität Groningen fort, wo sie ihre Ausbildung am 21. Februar 1924 abschloss. Sie entschied sich für eine wissenschaftliche Laufbahn, konnte jedoch keine Anstellung finden. Deshalb begann sie unentgeltlich bei Professor Wilhelm Schüffner am Institut für Tropenhygiene, Teil des Königlichen Kolonialinstituts in Amsterdam zu arbeiten.
Sie begann mit der Erforschung des Rattenbissfiebers und promovierte über dieses Thema am 3. Juli 1925. Kurz vor ihrer Promotion erhielt sie von dem Gemeentelijke gezondheidsdienst (GG&GD) einen Auftrag für eine Studie über das Vorhandensein der Pest bei Schiffs- und Hafenratten. Das Projekt wurde von Joghem van Loghem, Professor für Gesundheitswissenschaften an der Universität Amsterdam, geleitet. Im September 1925 begann sie als Assistentin bei ihm zu arbeiten, wo sie neben Forschungs- und Praktikumstätigkeiten auch einen Lehrgang zur Ausbildung von Hygienikerinnen aufbaute und 1926 als Erste das Diplom dafür erwarb. 1928 wurde Ruys Privatdozentin für Bakteriologie von Infektionskrankheiten.
1928 entschloss sie sich, sich auf die Stelle als Leiterin der Laboratorien des GG&GD zu bewerben und wurde wider Erwarten angenommen. In der Zwischenzeit hatte sie 1924 den Regisseur und Schriftsteller August Defresne kennengelernt, der mit der Bühnenschauspielerin Charlotte Köhler verheiratet war. Als Köhler 1937 schließlich einer Scheidung zustimmte, war es für Ruys unmöglich geworden, ihn zu heiraten. Ein Artikel in der General Government Civil Servants Regulations (ARAR) vom 19. Januar 1934 sah vor, dass Beamte unter 45 Jahren am Tag ihrer Hochzeit entlassen wurden, und Ruys wollte ihre Arbeitsstelle nicht aufgeben. Die Beziehung wurde weiterhin geheim gehalten da die ARAR Konkubinat mit Ehe gleichsetzte.
Nachdem sie bei Berufungen auf eine Professur in Groningen und Utrecht übergangen worden war, wurde sie im April 1940 auf Vorschlag von Van Loghem zur außerordentlichen Professorin an der Universität Amsterdam ernannt. Eine ihrer ersten Entdeckungen war eine große Gruppe von Frauen, bei denen fälschlicherweise Gonorrhoe diagnostiziert worden war, obwohl sie lediglich an einer harmlosen Vaginalinfektion litten. Dank der richtigen Diagnose konnten die Frauen wieder arbeiten und das soziale Stigma einer sexuell übertragbaren Infektion vermeiden.

## Arbeit im Widerstand
1941 schloss sich Ruys dem Ärztewiderstand an, der mit der Gründung des Medical Contact im Sommer 1941 begonnen hatte und in den folgenden Jahren Widerstand leistete. Nachdem die männlichen Studenten während einer ihrer Vorlesungen im Februar 1943 von der deutschen Polizei abgeführt wurden, weigerte sie sich, erneut Vorlesungen zu halten. Dies führte 1944 zu ihrer unehrenhaften Entlassung. Sie ignorierte dreimal die Androhung der Todesstrafe und im Februar 1945 wurde sie in Amsterdam verhaftet. Am 6. Mai 1945 wurde sie aus dem Oranjehotel, dem Gefängnis in Scheveningen, befreit. Am nächsten Tag kehrte sie wieder als außerordentliche Professorin an die Medizinische Fakultät der Universität Amsterdam zurück.
Am 22. Juni 1945 heiratete sie Defresne. 1948 trat sie die Nachfolge von Van Loghem als Professorin für Bakteriologie, Epidemiologie und Immunität an und lehrte außerdem bis 1952 Sozialmedizin und bis 1958 Hygiene.

## Mitgliedschaften
Ruys war aktives Mitglied der Vereinigung niederländischer Ärztinnen. Von 1947 bis 1950 war sie Vorsitzende der Medical Women’s International Association. In dieser Funktion leitete sie den internationalen Kongress 1950, auf dem unter anderem aufgrund ihres Einflusses beschlossen wurde, den Deutschen Frauenärztebund wieder in die internationale Organisation aufzunehmen. Von 1949 bis 1953 war sie Vorsitzende der medizinischen Fakultät der UvA.
Sie war von 1945 bis 1948 Mitglied der Redaktion des Dutch Journal of Medicine, von 1947 bis 1951 der niederländischen UNESCO-Kommission, des Vorstands der niederländischen Organisation für reine wissenschaftliche Forschung (ZWO) und des Vorstands des Instituts für Angewandte Wissenschaften. Bis 1966 war sie auch Mitglied des Gesundheitsrats.

## Aktivistin gegen biologische Kriegsführung
Während einer Studienreise in die USA im Jahr 1947 beteiligte sich Ruys an Diskussionen über die Rolle der wissenschaftlichen Forschung in der Kriegsführung, insbesondere auf dem Gebiet der Bakteriologie. In Vorträgen und Artikeln wies sie seitdem auf die Notwendigkeit des Widerstands dagegen hin. Eine Bitte des Kriegsministeriums um Beratung bei dem Bau eines Labors lehnte sie ab. In einer Rede im Jahr 1961 für die Artists' Resistance Foundation 1942–1945 mit dem Titel Widerstand von heute verglich sie ihren diesbezüglichen Protest mit dem Widerstand während des Krieges.
Nach dem Tod ihres Ehemannes 1961 lebte Ruys bei ihrer jüngsten Schwester. Ihr Arbeitsverhältnis als Universitätsprofessorin endete am 1. September 1969. Sie starb 1977 im Alter von 78 Jahren in Amsterdam.

## Veröffentlichungen (Auswahl)
- De verwekker der rattenbeetziekten. PhD thesis, 1925.
- Wisselende opvatting over besmetting. 1928.
- De hygiëne van voeding, woning en kleeding. 1934.
- Ziektekiemen. 1940.
- Prof. dr. J.J. van Loghem, 1916–1941: 25th Anniversary of the inauguration of van Loghem as a professor at the University of Amsterdam. 1941.
- Bacteriological and Epidemiological Data on Typhoid Fever in Amsterdam. 1948.
- The Diphtheria Epidemic in Amsterdam. 1949.
- Human, rights : the task before us. Les droits de l'homme : notre tache. 1951.
- Ali-esterase inhibitors and growth. 1953.
- Keerzijden van vooruitgang. 1959.
- The medical profession. 1968.